# St. Josef (Aschaffenburg)

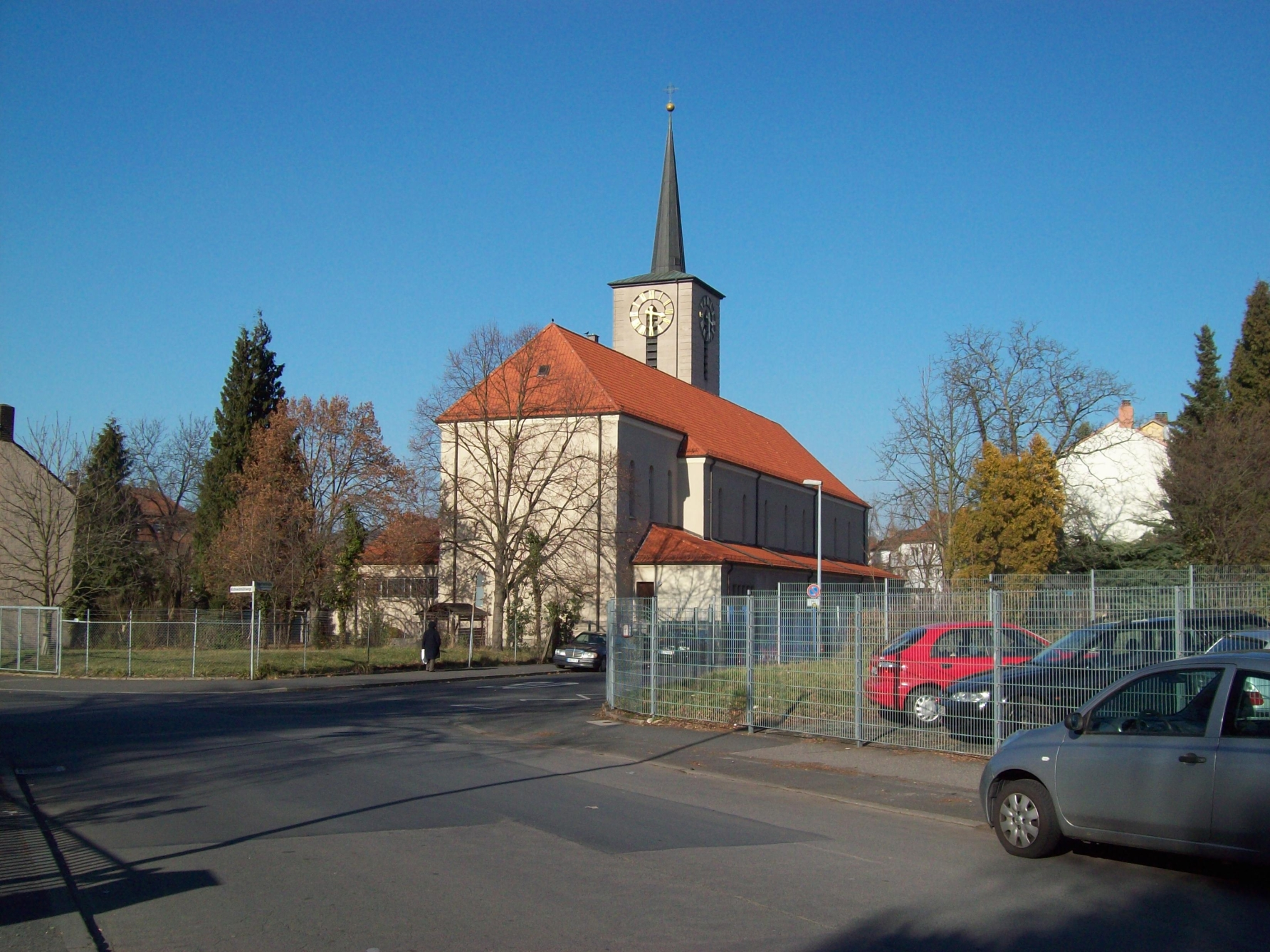
St. Josef, Aschaffenburg 2011

St. Josef ist eine 1928/29 errichtete katholische Pfarrkirche im Nordosten der Stadt Aschaffenburg nördlich der Bahnlinie Aschaffenburg-Würzburg, heute Stadtteil Damm.

## Geschichte

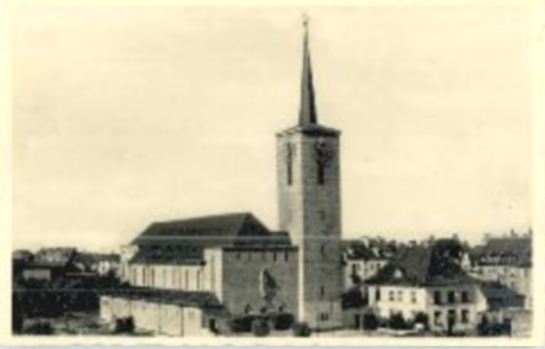
St. Josef Aschaffenburg um 1935

Zeitgleich mit der Herz-Jesu-Kirche südlich der Bahnlinie Aschaffenburg-Würzburg entstand nördlich die St.-Josefs-Kirche. Auch hier wuchs die Bevölkerung mit der Industrialisierung (Weißpapier- und Cellulosefabrik Aschaffenburg/Aschaffenburger Zellstoffwerke AG) Ende des 19. Jahrhunderts. Bereits 1910 gründete Pfarrer Josef Ruppert, in dessen Pfarrgebiet St. Agatha das neue Stadtviertel lag, den Kirchbauverein St. Josef (Schutzpatron der Arbeit). 1913 konnte man bereits ein Grundstück in der Uhlandstraße für den Kirchenneubau erwerben. Bis zum Kirchbau war es aber noch ein weiter Weg. Übergangsweise feierte man Gottesdienst im Tanzsaal einer ehemaligen Gaststätte, dann in einer ausgedienten Sanitätsbaracke. Nach der Errichtung der Pfarrei wurde der aus Sommerau (Eschau) stammende Dr. Karl Pfeifer (1892–1944), ehemals Präfekt am Studienseminar Aschaffenburg, am 26. September 1926 als erster Pfarrer von St. Josef eingeführt. In den Jahren der Wirtschaftskrise war es aber vordringlich, zunächst soziale Einrichtungen wie Kindergarten, Krankenschwesternstation und Handarbeitsschule einzurichten. Architekt Albert Boßlet, der gleichzeitig die Herz-Jesu-Kirche baute, übernahm auch hier Entwurf und Planung, sodass am selben Tag, dem 28. November 1928, in beiden Kirchen Grundsteinlegung gefeiert wurde. Am 3. November 1929, eine Woche nach der Weihe der Herz-Jesu-Kirche, weihte Bischof Matthias Ehrenfried die neue Pfarrkirche St. Josef in Aschaffenburg. Merkmal der Kirche war die spitzbogenförmige, dem gotischen Baustil nachempfundene Gestaltung des Kirchenraumes, der Bögen und Fensteröffnungen.
In dem verheerenden Bombenangriff am 21. November 1944, in dem der Stadtteil Damm fast völlig zerstört wurde, wurde auch die Pfarrkirche St. Josef und das Pfarrhaus vernichtet. Pfarrer Pfeifer, aus dem Luftschutzkeller gekommen, rief beim Anblick der Zerstörung: „Oh, meine schöne Kirche!“ und brach tot zusammen.
Unter den Aschaffenburger Architekten Karl und Karl-Georg Jung wurde die Kirche im Grundriss wieder aufgebaut. Der gotische Chor wurde nicht wiederhergestellt, und die Spitzbogenfenster wurden durch runde Fenster ersetzt.
1975 wurde die Kreuzigungsgruppe eines Herrgottschnitzers aus dem Grödner Tal (Karl Senoner, St. Ulrich) aufgestellt. 1979 folgten Zelebrationsaltar und Ambo (Werke von Rudi Engert, Würzburg). Die Aschaffenburger Künstlerin Kathi Hock schuf die Seitenaltäre: Marien-Altar (Majolika, 1930), Josefs-Altar (Holz, 1934), Guter Hirte (Holz, 1935). Die vierzehn Kreuzwegstationen (Holz, 1930 geweiht) sind ein Werk des Würzburger Bildhauers und Graphikers Heinz Schiestl. Der Taufstein und die Figur des hl. Joseph, beides Werke des Aschaffenburger Bildhauers Otto Gentil, wurden aus den Trümmern geborgen. Die Figur des Hl. Joseph wurde beim Wiederaufbau jedoch nicht mehr, wie ehedem, in die Fassade eingefügt, sondern seitlich vor dem Haupteingang mit der unbehauenen Seite in eine Betonstele eingegossen.

## Orgel
Die am 22. Dezember 1963 eingeweihte Orgel stammt aus der Werkstatt der Gebrüder Hindelang aus Ebenhofen im Allgäu. Das Instrument hat folgende Disposition:
| I Hauptwerk |              |       |
| 1.          | Principal    | 8′    |
| 2.          | Rohrflöte    | 8′    |
| 3.          | Octave       | 4′    |
| 4.          | Kleingedackt | 4′    |
| 5.          | Schwegel     | 4′    |
| 6.          | Mixtur IV    | 1 ⁄4′ |
| 7.          | Trompete     | 8′    |

| II Schwellwerk |              |        |
| 8.             | Copula       | 8′     |
| 9.             | Salicional   | 8′     |
| 10.            | Principalino | 4′     |
| 11.            | Querpfeife   | 4′     |
| 12.            | Flautino     | 2′     |
| 13.            | Terzian II   | 1 3⁄5′ |
| 14.            | Scharf III   | 1′     |
| 15.            | Dulzian      | 16′    |
|                | Tremulant    |        |

| III Positiv |            |      |
| 16.         | Gedackt    | 8′   |
| 17.         | Blockflöte | 4′   |
| 18.         | Principal  | 2′   |
| 19.         | Sifflöte   | 1′   |
| 20.         | Cymbel III | 2⁄3′ |
| 21.         | Krummhorn  | 8′   |
|             | Tremulant  |      |

| Pedal |               |       |
| 22.   | Principalbaß  | 16′   |
| 23.   | Subbaß        | 16′   |
| 24.   | Octavbaß      | 8′    |
| 25.   | Pommerbaß     | 8′    |
| 26.   | Dolkan        | 4′    |
| 27.   | Rauschbaß III | 2 ⁄3′ |
| 28.   | Posaune       | 16′   |

Schleifladen mit elektropneumatischer Traktur, eigener Ventilbalg-Konstruktion im Windkasten und Schleifzugmotoren. Freistehender Spieltisch, Normalkoppeln, 2 freie Kombinationen, Schwelltritt, Freipfeifenprospekt.
1975 wurde von Orgelbauer Stumpf, Großzimmern, die Orgel repariert und dabei die Zungenstimme Trompete 8′ vom II. ins I. Manual versetzt. Das Dulzian 16′ wurde vom I. ins II. Manual versetzt.

## Glocken
Im Jahr 1929 goss die renommierte Glockengießerei Otto für die St.-Josef-Kirche vier Bronzeglocken mit der Intonation: cis' – e' – fis' –gis'. Die drei ersten/größeren Glocken wurde im Zweiten Weltkrieg eingeschmolzen, nur die kleine gis-Glocke existiert heute noch. Im Jahr 1959 goss Otto drei neue Glocken mit den gleichen Tönen wie bei den Glocken von 1929. So erklingt das Geläut heute wieder auf cis' – e' – fis' –gis'. Die Durchmesser der Glocken sind folgende: 1453 mm, 1222 mm, 1088 mm, 970 mm.

## Pfarrer
- Dr. Karl Pfeifer (1926–1944) seit 1924 Expositus, * 16. September 1892 in Sommerau (Eschau), † 21. November 1944 in Aschaffenburg, bestattet im Priestergrab in Sommerau.
- August Wischert (1945–1960)
- Franz Kolb (1960–1985) * 27. September 1914 in Schweinheim, zum Priester geweiht am 17. Februar 1940, 1956 Ordinariatsrat im Bistum Würzburg, 1968 Ernennung zum Monsignore, von 1979 bis 1979 Dekan des Dekanats Aschaffenburg-Stadt, † 1. Juli 2007 in Aschaffenburg.
- Hans-Peter Berg (1985–1996)
- Friedbert Simon (1996–2014)
- Robert Stolzenberger (seit 2014)